# Bundesstrasse 421
Bundesstrasse 421 är en förbundsväg i Tyskland. Vägen är 145 kilometer lång och går igenom förbundsländerna Nordrhein-Westfalen och Rheinland-Pfalz. Vägen börjar i Losheim och passerar bland annat Daun på sin resa till Simmertal där vägen slutar.